# Uniwersytet Haramaya

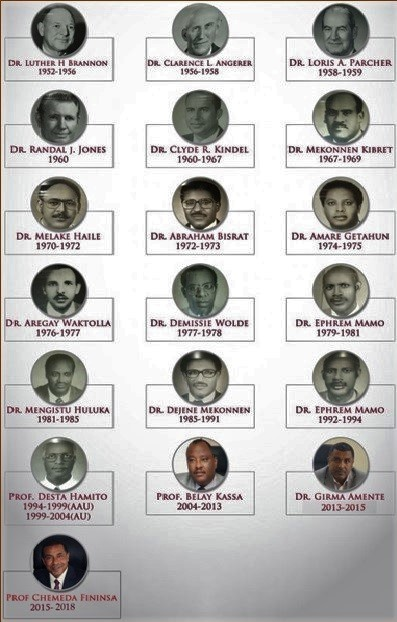
Byli prezydenci Uniwersytetu Haramaya

Uniwersytet Haramaya – publiczna szkoła wyższa zlokalizowana w Alemaya (Alem Maya, w oromo Haramaya) pomiędzy miastami Harer i Dire Daua.
Na początku lat 50. XX wieku cesarz Haile Selassie I podjął decyzję o zreformowaniu edukacji w Etiopii. Zawarta 15 maja 1952 roku  umowa pomiędzy rządami Etiopii i Stanów Zjednoczonych pozwoliła Oklahoma State University na zorganizowanie w Alemaya koledżu o profilu rolniczym. Koledż był początkowo administracyjnie i naukowo zależny od OSU, po 1966 roku Amerykanie ograniczali się do doradztwa i wsparcia technicznego. Umowa z OSU zakończyła się w 1968 roku, a uczelnia jako Alemaya College of Agriculture stała się częścią Uniwersytetu w Addis Abebie.
27 maja 1985 koledż uzyskał status uniwersytetu, przyjmując nazwę Alemaya University of Agriculture. W roku akademickim 1995/96 otwarto nowe wydziały: Pedagogiczny (Faculty of Education) oraz Nauk o Zdrowiu  (Faculty of Health Sciences). Ponieważ zakres działania uczelni wykraczał poza nauki rolnicze zmieniono nazwę na Alemaya University (AU). Kolejna zmiana nazwy miała miejsce w lutym 2006, uczelnia została przemianowana na Haramaya University.
Uczelnia składa się z trzech kampusów, oprócz głównego w Alemaya, ma też ośrodki w miastach Harer i Chiro.